# DREAM EXPRESS 〜夢現空間超特急〜
「DREAM EXPRESS 〜夢現空間超特急〜」（ドリームエクスプレス むげんくうかんちょうとっきゅう）は、チベット族中国人女性歌手alanの日本における16作目のシングル。2013年8月21日にavex entertainmentよりリリース。

## 概要
「DREAM EXPRESS 〜夢現空間超特急〜」は2013年4月2日から放送されているテレビ東京系列アニメ「トレインヒーロー」の主題歌。

## 収録曲
1. DREAM EXPRESS 〜夢現空間超特急〜
作詞：Kenn Kato　作曲・編曲：長岡成貢
2. First Love 〜初恋〜
作詞：Kenn Kato　作曲・編曲：菊地圭介
3. DREAM EXPRESS 〜夢現空間超特急〜 (Instrumetal)
4. First Love 〜初恋〜 (Instrumental)
5. First Love 〜初恋〜 (alan ver.)
6. First Love 〜初恋〜 (Ryosuke Itamiya ver.)
歌：伊丹谷良介

## 参照
1. ↑  音楽情報 - テレビ東京・あにてれ　トレインヒーロー